# MKpV Vácz
Az MKpV VÁCZ-HEVES sorozat nyolc szerkocsis gőzmozdony volt a Magyar Középponti Vasútnál. (röviden MKpV, németül Ungarische Zentralbahn, UZB)
A mozdonyokat a seraingi Cockerill mozdonygyárban építették 1846-ban.az MKpV korábbi négy mozdonya a Pest-Pozsony mozdonysorozat mintájára, csak néhány kisebb módosítással. Kisebb össztengelytávolság, vízszintesen elhelyezett hengerekkel, kétvezetősínes keresztfejjel és a mozdonykeret között elhelyezett vezérművel és tolattyúkkal. A mozdonyokat a kor szokásának megfelelően elnevezték: a „VÁCZ“, „NEOGRÁD“, „ESZTERGOM“, „KOMÁROM“, „HONT“, „BORSOD“, „NYITRA“ és a „HEVES“ nevet kapták. A Norris cég Philadelphia típusa mintájára készültek.
1850-ben a MKpV –t államosították és beolvasztották az (Osztrák) cs. kir. Délkeleti Államvasútba (SöStB), ahol a mozdonyok a 6-13 közötti pályaszámokat kapták. Amikor 1855-ben az ÁVT felvásárolta az SöStB-t, ismét átszámozták őket, ezúttal 62-69 pályaszámokat kaptak. 1865-ben lettek selejtezve.

## Fordítás
- Ez a szócikk részben vagy egészben  az   UZB – Vacz bis Héves című német Wikipédia-szócikk fordításán alapul.  Az eredeti cikk szerkesztőit annak laptörténete sorolja fel. Ez a jelzés csupán a megfogalmazás eredetét és a szerzői jogokat jelzi, nem szolgál a cikkben szereplő információk forrásmegjelöléseként.